# Thylogale
Il genere Thylogale Gray, 1837 comprende sette specie di piccoli marsupiali noti con il nome di pademelon. Questi abitanti quasi esclusivi delle foreste sono i più piccoli tra i Macropodidi. Il loro nome è la corruzione di badimaliyan, termine con il quale venivano chiamati dagli aborigeni Dharuk di Port Jackson.
Pademelon, wallaby e canguri sono molto simili nella struttura corporea e i diversi nomi vengono utilizzati solamente per raggruppare le varie specie in base alle dimensioni. In origine i pademelon venivano chiamati piccoli wallaby per differenziarli dai wallaby veri e propri, ma poi questa dicitura venne abbandonata per evitare possibili confusioni.
Oltre che per le piccole dimensioni, i pademelon si distinguono dai wallaby per la coda, che è più corta, più sottile e ricoperta da peli sparsi.

## Distribuzione e habitat

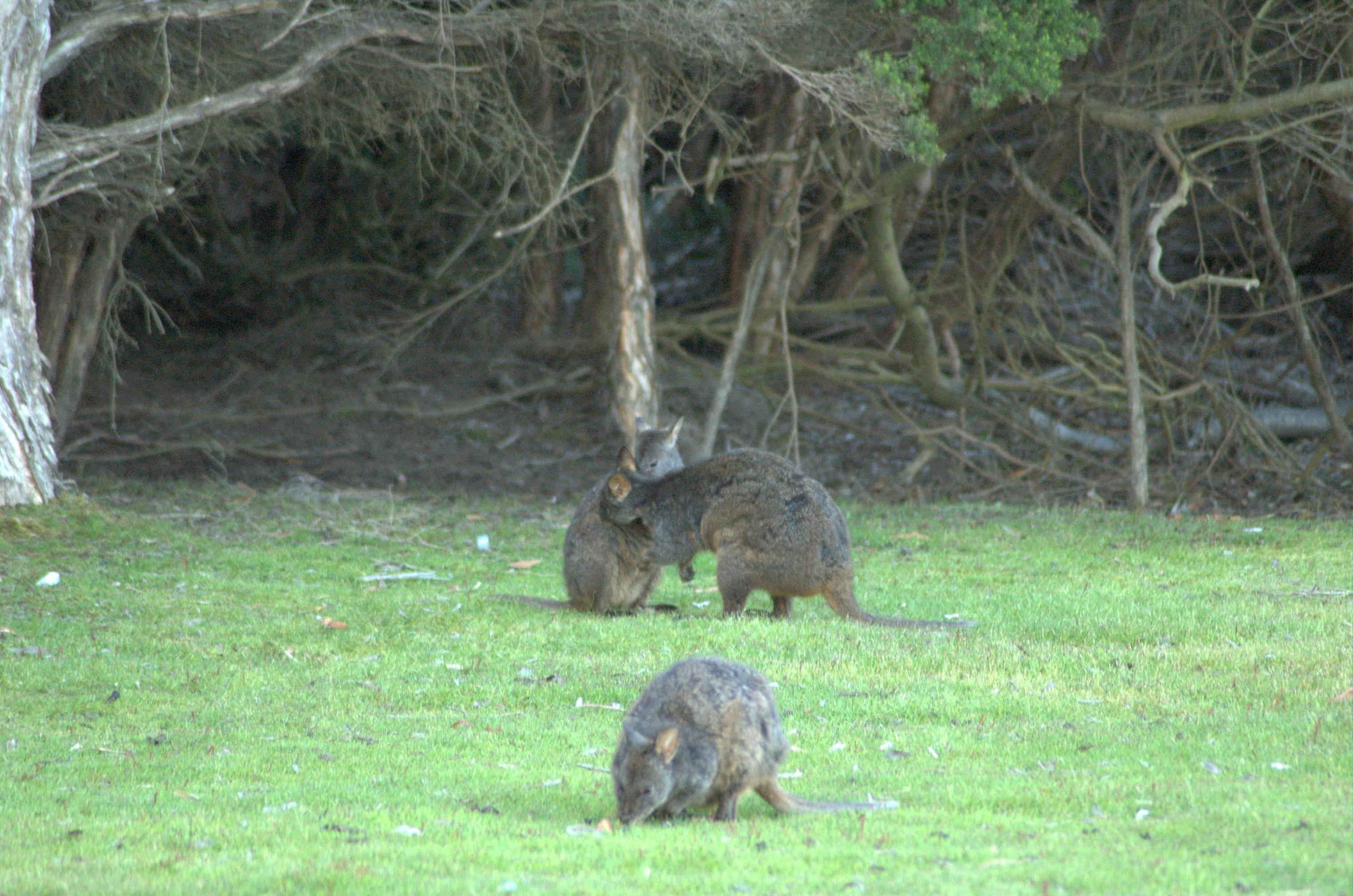
Pademelon della Tasmania nel Parco Nazionale di Narawntapu. La coppia sullo sfondo è in procinto di accoppiarsi.

Il pademelon dal collo rosso è diffuso nelle regioni costiere del Queensland e del Nuovo Galles del Sud. In alcune zone il suo areale si è notevolmente ridotto. Il pademelon dalle zampe rosse, oltre che nelle stesse aree abitate dal precedente, vive anche nelle regioni centro-meridionali della Nuova Guinea. Il pademelon dal ventre rosso, o della Tasmania, è molto abbondante nell'isola da cui prende il nome. Il pademelon scuro vive in Papua Nuova Guinea e nelle isole circostanti. In passato era noto come wallaby delle Isole Aru. Prima ancora, veniva chiamato filander. Questo nome è stato riscontrato in una traduzione dei Viaggi di C. de Bruyns, pubblicati nel 1737.
L'habitat naturale dei pademelon è la fitta boscaglia o la foresta con un folto sottobosco. Nelle aree paludose essi possono inoltre scavare gallerie attraverso l'erba alta e i cespugli.

## Dieta e comportamento
Se non sono presenti predatori, come i cani, questi animali si spingono a pascolare di prima mattinata o di sera sulle pendici erbose nei pressi dei boschetti dove possono rifugiarsi velocemente al primo segnale di pericolo. Dopo aver avvistato un potenziale predatore, come un pitone, cercano di avvertire i loro simili battendo i piedi sul terreno e producendo così suoni sorprendentemente rumorosi. I pademelon sono animali notturni che tendono a nutrirsi col favore delle tenebre.
La loro dieta principale è costituita da erba, foglie e piccoli germogli. Non arrecano gravi danni ai raccolti e non sono neanche così aggressivi come i wallaby e i canguri, tanto che possono trasformarsi in gentili animali domestici.
Generalmente, le femmine vivono in gruppi separati dai maschi, i quali si avvicinano alle potenziali partner solamente quando queste sono pronte per accoppiarsi. I canguri più grandi, al contrario, vivono in gruppi misti guidati da un unico maschio.

## Conservazione
La carne di pademelon era ritenuta deliziosa ed è stata consumata per molto tempo in gran quantità dai coloni e dagli aborigeni. A un certo punto venne persino suggerito di introdurre questi animali in Francia per utilizzarli come scorta alimentare. Sebbene la loro carne sia molto povera di grassi e colesterolo (come quella di tutti i canguri), la maggior parte degli australiani la considera di «seconda scelta» e le preferisce di gran lunga quella di agnello e di manzo.
Oltre che a causa delle uccisioni per la carne e per la loro soffice pelliccia, il numero di questi animali è notevolmente diminuito in seguito all'introduzione di vari predatori, come gatti rinselvatichiti, cani e volpi. Anche l'esplosione del numero dei conigli ha causato loro dei problemi, dato che questi lagomorfi si nutrono delle stesse erbe dei pademelon. Inoltre, la deforestazione ha spinto wallaby e canguri, di maggiori dimensioni, nelle terre che i pademelon avevano abitato così a lungo.
Il pademelon della Tasmania ha costituito per molto tempo una delle voci fondamentali della dieta del tilacino, ma viene tuttora predato da quoll, diavoli della Tasmania, pitoni e aquile cuneate. Nonostante la presenza di questi predatori, è molto numeroso in Tasmania e nelle isolette circostanti, tanto che ogni anno molti esemplari devono essere abbattuti per tenere sotto controllo la popolazione.

## Specie
- Genere Thylogale[1]
  - Pademelon della Tasmania, Thylogale billardierii
  - Pademelon di Brown, Thylogale browni
  - Pademelon scuro, Thylogale brunii
  - Pademelon di Calaby, Thylogale calabyi
  - Pademelon di montagna, Thylogale lanatus
  - Pademelon dalle zampe rosse, Thylogale stigmatica
  - Pademelon dal collo rosso, Thylogale thetis